# Harxbüttel
Harxbüttel ist ein Stadtteil am nördlichen Stadtrand von Braunschweig nordöstlich der Schunter. Er gehört seit November 2021 zum Stadtbezirk 322 Nördliche Schunter-/Okeraue.

## Geschichte
Erstmals urkundlich erwähnt wurde Harxbüttel (als Herikesgebutle auf einer Schunterinsel gelegen) zusammen mit fünf anderen Ortschaften (Melverode, Rühme, Stöckheim, Veltenhof und Waggum) in einer Urkunde Heinrichs II am 24. Januar 1007. Der Namensteil -büttel lässt jedoch auf eine Gründung im 9. oder 10. Jahrhundert schließen. Nach wechselnden Grundherren, unter anderen derer von Wenden und von Olvenstedt, gelangte Harxbüttel 1403 zum Stift Sankt Blasius in Braunschweig.
Um 1600 errichtete das Stift im Ort auf den Fundamenten eines Bergfrieds ein Kapitelhaus, den so genannten Tempelhof, als Wohnsitz des Stiftvogtes. Ein Glasfenster des Kapitelsaals aus dem Jahre 1727 befindet sich im Braunschweiger Landesmuseum. Das Fenster zeigt den heiligen Blasius. Der Tempelhof wurde 1856 abgerissen. Nach einem Brand Mitte des 19. Jahrhunderts siedelten die Höfe aus Platzgründen von der Insel auf die Nordseite der Schunter um. Der Ort entwickelte sich zu einem unregelmäßigen Platzdorf.
Nach dem Zweiten Weltkrieg entstand durch Ansiedlung von Flüchtlingsfamilien abseits vom Dorfkern eine neue Siedlung. Durch die ständige Bautätigkeit sind die Siedlungen heute zusammengewachsen. 1974 wurde Harxbüttel aus dem Landkreis Gifhorn in die Stadt Braunschweig eingemeindet, von deren übrigem Stadtgebiet es sich durch seine jahrhundertelange Zugehörigkeit zu Braunschweig-Lüneburg, dem Königreich Hannover und Preußen historisch deutlich abhebt.

## Sehenswürdigkeiten
Östlich von Harxbüttel liegt auf der wüsten Ortslage Eilersbüttel an der Schunter die erstmals 1301 schriftlich erwähnte Frickenmühle.
Von 1489 bis 1902 wurde die Mühle von der Familie Herbst betrieben. 1904 ersetzte man das alte Gebäude durch den heutigen roten Backsteinbau.
Seit 1963 befindet sich die „Internationale Forschungsgemeinschaft Futtermitteltechnik e. V.“ in den Gebäuden der Mühle. 1983 ging das Gebäude in den Besitz des Vereins über.
2002 wurde die gesamte Anlage, einschließlich Schunter, Mühlgraben, Schleuse und Teilen des alten Weges von Wenden nach Eickhorst, unter Denkmalschutz gestellt.

## Persönlichkeiten
- Anna Roleffes (1600–1663), Heilkundige und Wahrsagerin, Wirtin in Harxbüttel
- Christian Konrad Jakob Dassel (1768–1845), Autor, geboren in Harxbüttel
- Hans Löhr (1896–1961), Kommunarde, Gründer der Sozialistischen Studentengruppe Braunschweig, Lehrer, Expeditionsleiter und Emigrant nach Peru, Grenzgänger zwischen West-Deutschland und der DDR
- Greta Wehner, geb. Burmester (1924–2017), deutsche Sozialdemokratin, Stieftochter und Ehefrau von  Herbert Wehner

## Wappen
Das Wappen zeigt eine dreizinnige, goldene Befestigungsanlage auf einem blauen Schild, die über einem Wellenfluss angeordnet ist.
Die Farben Blau-Gelb beziehen sich hier nicht auf die ehemaligen Landesfarben des Herzogtums Braunschweig, sondern vielmehr auf die Beziehung zu den Welfen des Fürstentums Lüneburg, mit dem blauen Löwen auf goldenem Feld aus ihrem Wappen, und zum Landkreis Gifhorn, der ebenfalls diese Farben im Wappen führt.
Das Wappen wurde von Arnold Rabbow entworfen und am 13. Mai 1980 vom Ortsrat in Wenden angenommen.